# Die Vampirprinzessin
Die Vampirprinzessin ist ein österreichischer Dokumentarfilm aus dem Jahr 2007. Er wurde als Koproduktion von ORF, ARTE, ZDF, Smithsonian Network, BMUKK und Pro Omnia gedreht und von Cine Styria und der Stadt Linz gefördert. Er thematisiert den Vampirglauben im 18. Jahrhundert und stellt eine neue Theorie über die Inspiration Bram Stokers für seinen Roman Dracula vor. Der Film wurde für ORF (Universum-Reihe), ZDF (ZDF Expedition) und ARTE auf Deutsch, für das US-amerikanische Smithsonian Network auf Englisch produziert.

## Hintergrund
Der Film stellt die Theorie des Wiener Medienwissenschaftlers Rainer Maria Köppl vor, dass Stoker für seinen Roman indirekt durch die Gestalt der Fürstin Eleonore zu Schwarzenberg (* 20. Juni 1682; † 5. Mai 1741) inspiriert worden sei, die man zu ihren Lebzeiten des Vampirismus verdächtigt habe. Sie könne die Namensgeberin für Gottfried August Bürgers Ballade Lenore aus dem Jahr 1773 gewesen sein, die im Film mit dem Vampirthema in Beziehung gesetzt wird.
Im ersten Kapitel des Romans Dracula wird der Vers Die Todten reiten schnell aus Bürgers Ballade dem Protagonisten Jonathan Harker von einem Mitreisenden in der Kutsche als Zitat aus Burger's ‚Lenore‘ zugeflüstert, als Graf Dracula auftaucht, um Harker abzuholen. In einer erst nach Stokers Tod veröffentlichten ersten Fassung des Anfangs von Dracula mit dem Titel Dracula's Guest (Draculas Gast), die in der Umgebung von München spielt, findet Jonathan Harker den Spruch The dead travel fast als Inschrift auf der Gruft einer steirischen Adeligen.
Der Film präsentiert die Indizien dafür, dass Eleonore zu Schwarzenberg für eine Vampirin gehalten worden sei, im Stil eines Kriminalfilms mit nachgestellten Spielszenen und CSI-ähnlichen Spezialeffekten.

## Handlung

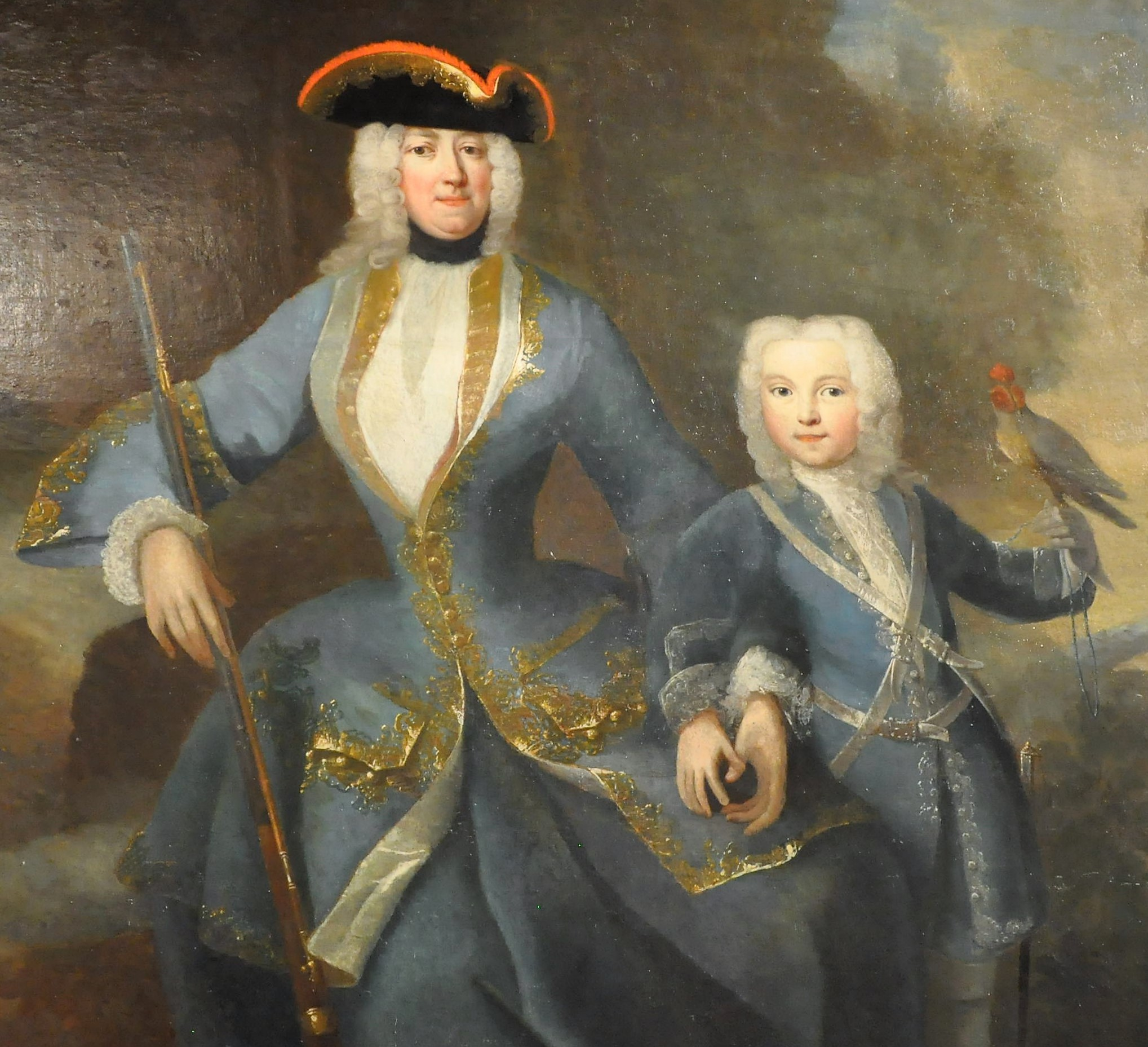
Das Gemälde Eleonores mit ihrem Sohn Joseph. Um ihren Kopf herum ist deutlich der Leinwand-Flicken zu erkennen, der auf eine Wiedereinsetzung ihres Hauptes, nach vorherigem Entfernen, schließen lässt.

Der Film beginnt mit dem Fund dreier menschlicher Skelette auf dem Friedhof von Český Krumlov (Krumau). Die Skelette, die auf die erste Hälfte des 18. Jahrhunderts datiert werden, weisen Spuren auf, die auf die Anwendung eines Bannrituals gegen Vampire hindeuten: Ein Kopf war abgetrennt und zwischen die Beine des Toten gelegt worden, ein anderes Opfer war durch das Herz gepfählt worden. Dieser Fund wird als Beleg dafür angeführt, dass der Glaube an Vampire damals in dieser Gegend weit verbreitet gewesen sei.
Zu dieser Zeit herrschten in Krumau Fürst Adam Franz Karl Eusebius zu Schwarzenberg (1680–1732) und seine Gemahlin Fürstin Eleonore zu Schwarzenberg. Anhand von Aufzeichnungen aus dem Archiv im Schloss Český Krumlov (Schloss Krumau) wird beschrieben, dass sie Milch von Wölfen getrunken habe, um endlich einen Sohn und Erben zu gebären. Wolfsmilch galt damals als empfängnisfördernd. Das führte dazu, dass mehrere Tiere im Schloss gehalten wurden, was wiederum die abergläubische Bevölkerung verängstigte. Tatsächlich gebar sie im 42. Lebensjahr einen Sohn, Josef Adam von Schwarzenberg. Nachdem ihr Gatte Fürst Adam Franz bei einem Jagdunfall von Kaiser Karl VI. erschossen worden war, kam ihr Sohn in die Obhut des Kaisers nach Wien und sie lebte bis zu ihrem Tod allein und zurückgezogen auf dem Schloss.
Als weiteres Indiz dient im Film ein Gemälde der Fürstin im Schloss, auf dem sie als bewaffnete Jägerin dargestellt ist. Der Kopf der Fürstin wurde offenbar bereits im 18. Jh. ausgeschnitten und nachträglich wieder in das Gemälde eingesetzt. Dies könnte als eine Art Ritual gegen sie als Vampirin gedient haben.
Die Fürstin, die einen Hang zum Okkultismus zeigte, habe auf ihre Umgebung unheimlich gewirkt. Sie litt unter Schlaflosigkeit und dadurch bedingt tagsüber unter starker Müdigkeit. Diese Symptome werden im Film mit einer damals auch in Fachkreisen diskutierten „Vampirkrankheit“ in Zusammenhang gebracht. Eleonore bestellte Unmengen von Medizin, darunter Walrat, Krebsaugen und gemahlenes Einhorn, das vermutlich vom Narwal stammte.
Nach ihrem Tod 1741 wurde die Fürstin obduziert. Im Film äußert ein österreichischer Forensiker die Vermutung, dieses eher ungewöhnliche Vorgehen könne auch eine Art der Vampir-Hinrichtung gewesen sein, da das Entfernen des Herzens einer Pfählung gleichkomme. Im Unterschied zu den anderen Mitgliedern der Familie Schwarzenberg, die zu dieser Zeit in der Wiener Augustinerkirche beigesetzt wurden, wurde Eleonore noch am Tag ihres Ablebens nach Krumau gebracht und dort in der St.-Veits-Kirche in einer eigens errichteten, abgeschlossenen Grabkammer beigesetzt, ohne dass hohe Würdenträger und Familienangehörige an den Beerdigungsfeierlichkeiten teilnahmen. Auch ihr Grabstein zeigt weder ihren Familiennamen noch das Familienwappen.
Schließlich wird anhand der Namensähnlichkeit vermutet, dass Eleonore von Schwarzenberg die Namensgeberin für Bürgers Ballade Lenore gewesen sein könnte, die wiederum als Anregung für Stokers Roman Dracula diente.

## Auszeichnungen
Cine Golden Eagle Award